# Messaline de Foligno
Sainte Messaline de Foligno (née vers 235 à Foligno, dans l'actuelle région italienne d'Ombrie et morte dans la même ville en 253) est  une vierge consacrée, morte martyre durant la persécution de Dèce. Elle est vénérée régionalement, particulièrement en Ombrie, le 19 janvier sinon le 23 janvier en Orient et en Occident.

## Éléments de biographie
D’après la Passion de Saint Félicien, un document du VIIe siècle dont la valeur est incertaine, Messaline était de famille noble. Elle reçoit le voile de vierge consacrée des mains de Félicien, premier évêque de Foligno. Lorsque celui-ci est incarcéré durant la persécution de l’empereur Dèce, elle prend l’habitude de lui porter de la nourriture. Il fut découvert qu’elle-même était chrétienne. Comme elle refuse d’apostasier, elle est mise à mort en janvier 253. L’évêque Félicien sera exécuté quelques jours plus tard.

## Reliques et vénération
Vers 1599, des reliques – cheveux et vêtements -  de sainte Messaline auraient été retrouvées dans un sarcophage qui portait l’inscription : Hic subtus iacet corpus sanctæ Messalinæ. Une procession annuelle et des réjouissances furent organisées à Foligno pour célébrer la découverte des reliques. La dévotion à Sainte Messaline s’amplifia d’autant plus que des miracles présumés lui furent attribués. La vénération de Sainte Messaline est encore très présente en Ombrie (Italie).